# Åsa Maria Erlandsson
Åsa Maria Erlandsson, född 30 jan 1974, är en svensk cyklist. Hon tävlade för Sverige i 2016 UCI Cyclo-cross World Championships i Heusden-Zolder. 